# 요쓰쿠라역
요쓰쿠라역(일본어: 四ツ倉駅, よつくらえき)은 일본 후쿠시마현 이와키시에 있는, 동일본 여객철도의 철도역이다. 조반선이 지나간다.
여기서부터 하라노마치역 방면으로는 히로노역 ~ 기도역과 오노역 ~ 후타바역 사이를 제외하고는 단선 구간이다.

## 역 구조
상대식 2면 2선 구조의 지상역이다. 역사는 1번선 쪽에 있으며, 2번 승강장과는 과선교로 이어져 있다. 역 업무는 JR 미토 철도 서비스가 대신 하고 있으며, 오전 6시 30분부터 오후 7시까지 초록 창구를 영업하고 있다.

### 승강장
| 1 | ■ 조반선 | 이와키 · 미토 방면 |
| 2 | ■ 조반선 | 도미오카 방면      |

## 역세권 정보
- 국도 제6호선
- 요쓰쿠라 해수욕장
- 이와키 시청 요쓰쿠라 출장소
- 요쓰쿠라 우체국

## 역사
- 1897년 8월 29일 - 닛폰 철도의 역으로 개업했다.
- 1906년 11월 1일 - 국유화에 따라 일본국유철도의 소속이 되었다.
- 1987년 4월 1일 - 민영화에 따라 동일본 여객철도의 소속이 되었다.
- 2011년 3월 11일 - 동일본 대지진으로 영업이 중단되었다.
- 2011년 4월 17일 - 영업이 재개되었다.

## 인접역
| 동일본 여객철도 조반선                                                                         | 동일본 여객철도 조반선 | 동일본 여객철도 조반선     |
| ---------------------------------------------------------------------------------------------- | ---------------------- | -------------------------- |
| 구사노 이와키 방면                                                                             | ■ 보통                 | 히사노하마 도미오카 방면 1 |
| 1: 후쿠시마 제1원자력 발전소 사고의 영향으로 도미오카 이북 구간에서는 열차가 다니지 않고 있다. |                        |                            |